# NDR Fernsehen
NDR Fernsehen – niemiecki kanał telewizyjny produkowany przez Norddeutscher Rundfunk (NDR) przy współudziale Radio Bremen (RB). Oba te podmioty są członkami ARD, związku publicznych regionalnych nadawców radiowo-telewizyjnych, obsługującymi północną część Niemiec. Stacja pełni rolę trzeciego programu telewizji publicznej w krajach związkowych Hamburg, Brema, Dolna Saksonia, Szlezwik-Holsztyn i Meklemburgia-Pomorze Przednie. Ramówka składa się głównie z treści o tematyce regionalnej i lokalnej, produkcji własnych NDR i RB, a uzupełniająco także innych członków ARD. 
Sygnał stacji jest rozszczepiany, przez co występuje ona w pięciu mutacjach regionalnych, po jednej dla każdego z obsługiwanych landów. Wersja dla Bremy nosi nazwę Radio Bremen TV (rb.tv), zaś audycje lokalne emitowane są w niej przez około dwie godziny dziennie. Pozostałe mutacje określane są nazwą NDR Fernsehen z dodaną nazwą kraju związkowego, na przykład NDR Fernsehen Hamburg. Audycje lokalne zajmują w nich około 45 minut dziennie. 
Stacja dostępna jest w północnych Niemczech w cyfrowym przekazie naziemnym, a także w sieciach kablowych. Ze względów technicznych można ją oglądać również na dużej części terytorium Danii, a także na północno-zachodnich krańcach Polski. Każda z pięciu mutacji regionalnych posiada również własny niekodowany przekaz satelitarny. Wersja dla Bremy dostępna jest z satelity Astra 1M, zaś pozostałe z satelitów Astra 1L i Astra 2C.